# Mezzo Mix
La Mezzo Mix è una bevanda analcolica prodotta dalla The Coca-Cola Company.

## Storia
Nacque dall'unione di cola e aranciata, di solito Fanta, ed ha un sapore dolce simile alla Spezi; si differenzia inoltre dalla Coca-Cola Orange per la presenza più massicca dell'agrume. Venne prodotta per la prima volta nel 1973 in Germania, dapprima in Baviera e successivamente su tutto il territorio nazionale. Attualmente la bibita si può trovare anche in Austria, Svizzera e Finlandia, ma è possibile importarla negli Stati Uniti tramite i negozi della catena Wegmans. Nel 1995 venne creata la versione al limone, che però fu ritirata dal mercato dopo dieci anni. Nel 2007 nacque la versione "zero" (senza zucchero) e nel 2013 approdò sul mercato in edizione speciale la Mezzo Mix "Berry Love".

## Distribuzione
Mezzo Mix è commercializzata in:
Albania, Austria, Belgio, Brasile, Cina, Danimarca, Finlandia, Francia, Germania, Hong Kong, 
Irlanda, Italia (dal 2019), Lussemburgo, Macao, Malaysia, Mongolia, Paesi Bassi, Norvegia, Filippine, Portogallo, Corea, Singapore, Sudafrica, Spagna, Svezia, Svizzera, Taiwan, Tunisia e Gaza.